# Per Ivar Staberg
Per Ivar Staberg (Harstad, 16 ottobre 1969) è un arbitro di calcio norvegese.

## Carriera
Arbitra nella Tippeligaen dal 2004. Dal 2003 al 2006 è stato anche arbitro UEFA e FIFA. Fu arbitro della finale di Coppa di Norvegia 2007.